# 천영민
천영민(1997년 2월 25일 ~ )은 대한민국의 배우이다.

## 학력
- 2009년 ~ 2011년 잠원중학교
- 2012년 ~ 2014년 안양예술고등학교 연극영화과
- 2015년 ~ 2021년 동국대학교 연극학과 졸업

## 출연

### 방송

#### 드라마
| 연도 | 방송사      | 제목                     | 역할             | 비고        |
| ---- | ----------- | ------------------------ | ---------------- | ----------- |
| 2011 | KBS2        | 강력반                   | 어린 진미숙      | 선우선 아역 |
| 2011 | SBS         | 위대한 선물              | 구승리           | 2부작       |
| 2012 | SBS         | 부탁해요 캡틴            | 왕따 시키는 학생 |             |
| 2012 | SBS         | 바보엄마                 | 어린 김영주      | 김현주 아역 |
| 2012 | MBC         | 못난이 송편              | 지영             |             |
| 2013 | tvN         | 응답하라 1994            | 우지원 팬        |             |
| 2013 | MBC         | 황금무지개               | 날라리           |             |
| 2015 | JTBC        | 선암여고 탐정단          | 조아라           | ep. 9-10    |
| 2016 | 네이버 TV   | 얘네들 MONEY?!           | 은방실           |             |
| 2019 | MBC         | 아이템                   |                  |             |
| 2019 | KBS2        | 세상에서 제일 예쁜 내 딸 |                  |             |
| 2019 | SBS         | 의사요한                 | 이다해           |             |
| 2020 | JTBC        | 모범형사                 |                  |             |
| 2021 | tvN         | 악마판사                 | 한소윤           |             |
| 2022 | 디즈니+     | 너와 나의 경찰수업       | 신아리           |             |
| 2022 | JTBC        | 모범형사 2               | 정유나           | ep.3        |
| 2023 | U+ 모바일tv | 밤이 되었습니다          | 박지수           |             |
| 2024 | JTBC        | 히어로는 아닙니다만      |                  | ep.11       |

### 영화
- 2010년 《김복남 살인사건의 전말》 - 어린 해원 역 (지성원 아역)
- 2012년 《천국의 아이들》 - 진아 역
- 2018년 《납세자》
- 2019년 《건달티처》 - 이예린 역
- 2020년 《세상의 아침》 - 은채 역
- 2021년 《미드나이트》

### 광고
- 2019년 동서식품 맥심 TOP - 티오피 열정 편